# Коптево (бывшая деревня, Москва)
Ко́птево (Гео́ргиевское) — бывшая подмосковная деревня. Входила в состав Всехсвятской волости Московской губернии и уезда. Стала заселяться во второй половине XVIII века. В 1927 году вошла в состав Москвы. Деревня дала название московскому району Коптево, на территории которого она находилась.

## Население
Динамика населения деревни Коптево:
| Год     | 1785 | 1800 | 1812 | 1852 | 1859 | 1869 | 1890 | 1899 |
| ------- | ---- | ---- | ---- | ---- | ---- | ---- | ---- | ---- |
| Жителей | 38   | 232  |      | 206  | 138  | 180  | 191  | 317  |
| Мужчин  |      |      |      | 102  | 66   | 78   |      |      |
| Женщин  |      |      |      | 104  | 72   | 102  |      |      |
| Дворов  | 7    | 35   | 39   | 27   | 28   |      |      |      |

## История
Топоним Коптево имеет достаточно древнюю историю. Впервые в сохранившихся документах он упомянут в 1595—1596 годах в меновой грамоте князя Дмитрия Ивановича Шуйского, в которой он менял село Топорково с пустошами Коптево и Ипатьевской на соседнее село Вельяминово (ныне Владыкино). Так как название пустоши Коптево среднего рода, то она, предположительно, раньше была отдельным сельцом.

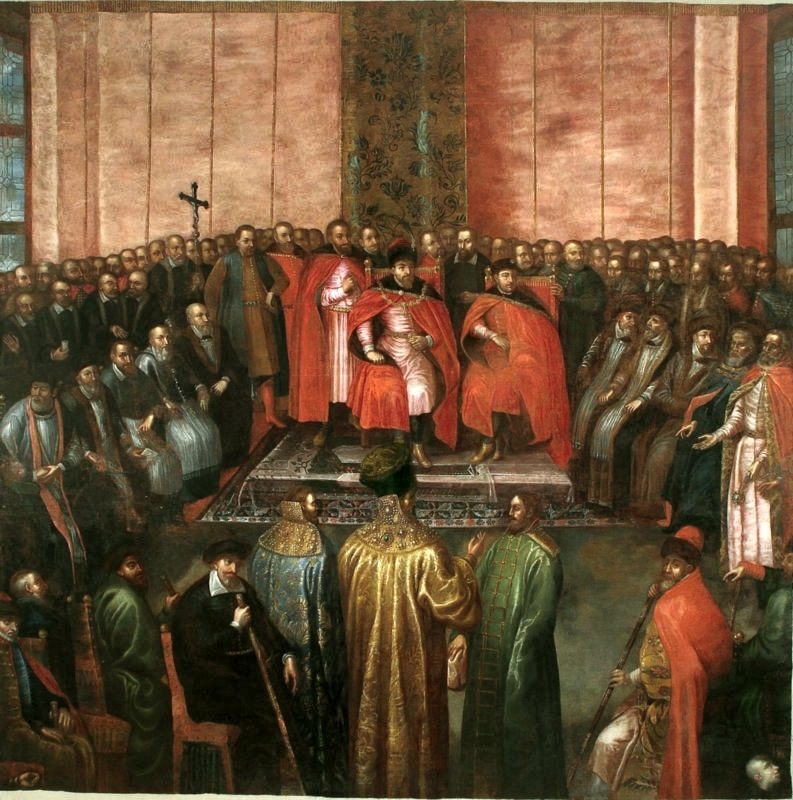
Грамота Шуйских

Существует две версии происхождения названия Коптево. Согласно одной из них, этот топоним связан с древним родом Коптевых. По другой версии происхождение названия связано с жившим в конце XV века боярином Константином Бутурлиным, имевшим прозвище Копоть.
В середине XVIII века владельцем пустоши стал коллежский секретарь Семён Евстратович Молчанов, который, согласно договору, должен был её заселить. К 1766 году обязательство было выполнено: он переселил туда крестьян, построил господский дом и основал село Сергиевское-Семёновское (будущее Коптево). Вскоре это село стало владением грузинского царевича Георгия Вахтанговича, которому принадлежало соседнее село Всехсвятское. Поселение стало называться сельцом Георгиевским (или Егорьевским) в честь нового владельца. Сельцо принадлежало к приходу церкви Всех Святых во Всехсвятском.
В 1786 году, после смерти Георгия Вахтанговича, Георгиевское отошло к Дворцовому ведомству. В ходе Отечественной войны 1812 года все постройки сельца были сожжены, но восстановлены с помощью государственной ссуды к 1816 году.
Тем не менее, топоним Коптево остался в народной памяти. Впервые сельцо Георгиевское было обозначено как Коптево на карте 1818 года. А в 1852 году название Коптево появилось и в официальном документе — «Указателе селений и жителей Московской губернии».
С деревней Коптево связано происхождение двух других поселений: деревни Коптевские Выселки (в районе пересечения Ленинградского и Волоколамского шоссе) и деревни Новое Коптево (в районе станции Красный Балтиец). В первой половине XIX века несколько семей из Коптева были поселены на свободной земле к западу от деревни, образовав Коптевские Выселки. Позднее Коптевские Выселки стали дачным местом. После крепостной реформы 1861 года стал застраиваться участок земли к югу от деревни Коптево — так образовалась деревня Новое Коптево (а Коптево стало называться Старым Коптевым). Некоторое время земля между деревнями не была поделена, и Старое и Новое Коптево находились в одном сельском обществе. Только после постройки Московско-Виндавской железной дороги произошёл окончательный раздел земель.
По сведениям 1869 года, в деревне были питейный дом и обойное заведение. В 1897 году в деревне Коптево Ф. М. Шмаковым было основано заведение по производству искусственных цветов. Работали там в основном местные жители.
В начале XX века было решено построить в Коптеве каменный храм Святителя Николая. Закладка храма состоялась в мае 1907 года. Строительство велось медленно и вскоре совсем остановилось из-за нехватки средств. Строительство возобновилось в 1915 году. В архивах не сохранилось информации об этом храме, поэтому неизвестно, был ли он достроен.

18 октября 1908 года в Коптеве была открыта церковно-приходская школа. Располагалась она рядом со строящимся храмом Святителя Николая. Прочное деревянное здание школы стояло на каменном фундаменте размером 12×21 аршин и вмещало до 60 учеников.

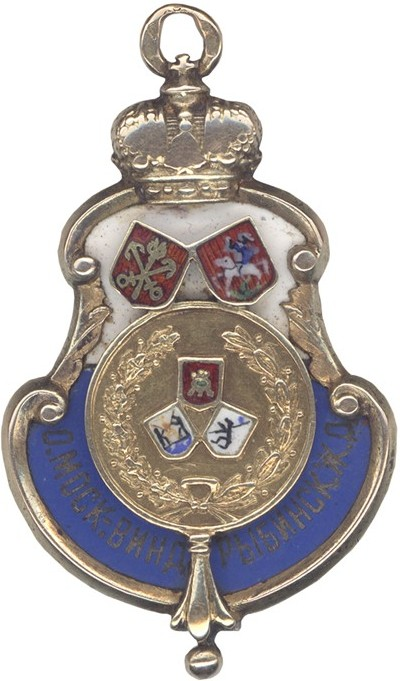
Знак Общества Московско-Виндавской железной дороги

В 1917 году Коптево оказалось в черте Москвы. В 1927 году Коптево вошло в состав Октябрьского района Москвы. В 1950-х годах в районе началось массовое жилищное строительство.

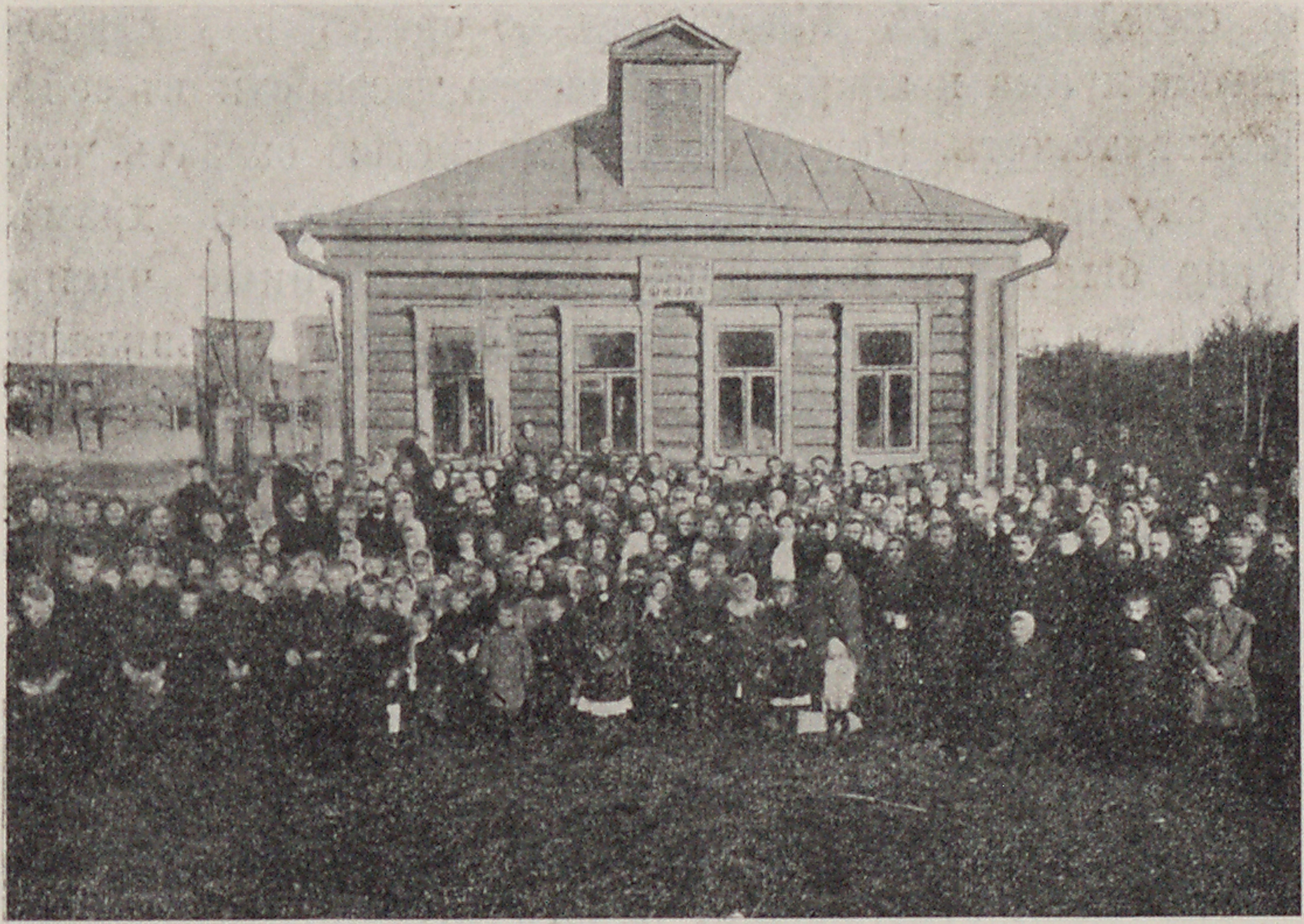
Церковно-приходская школа